# Henrique II da Lorena
Henrique II, Duque da Lorena e de Bar, cognominado de o Bom (em francês:  Heini II le Bon, Duc de Lorraine et de Bar, Nancy, 8 de novembro de 1563 – Nancy, 31 de julho de 1624), foi marquês de Pont-à-Mousson, depois duque de Lorena e de Bar de 1608 a 1624. Era o filho primogénito do duque Carlos III e de Cláudia de França.

## Biografia
Filho do duque da Lorena e, por isso, parente próximo dos Guise, as guerras de religião impediram que ele viesse a ser educado na Corte de França como acontecera com seu pai e seu avô. O jovem Henrique não foi preparado para governar a Lorena, uma vez que o seu pai preferiu confiar o gestão dos Estados ao seu irmão, o cardeal Carlos de Lorena, Bispo de Metz. Henrique participou nos combates das guerras de religião, do lado católico. Neto de Henrique II de França, ele foi pretendente ao trono de França aquando dos Estados Gerais de 1593.
Antes de herdar o ducado da Lorena, usava o título de marquês de Pont. Em 1599 casou com Catarina de Bourbon, irmã de Henrique IV de França para selar o tratado de Saint-Germain-en-Laye, mas o casamento não foi feliz: profundamente católico, a sua mulher era calvinista convencida de que já era demasiado velha para dar descendência ao seu marido.
Viúvo em 1604, volta a casar em 1606 com uma jovem sobrinha da rainha de França, Maria de Médici, Margarida Gonzaga, de quem terá duas filhas embora não o tão pretendido herdeiro varão.
Torna-se duque em 1608 com a idade de 45 anos e, sem qualquer experiência política, cai sob a influência de favoritos dos quais o mais conhecido era Luís de Guise, Barão de Ancerville, filho do cardeal de Guise. Afirma-se como ardente defensor da Contra-Reforma e emite vários éditos ordenando aos protestantes de deixarem a Lorena. Contudo, concede alguma liberdade aos residentes em Lixheim que lhe fora cedida pela Lorena.
Adquire a obra de Caravagio A Anunciação, que se encontra em Nancy, no Museu de Belas Artes (Musée des beaux-arts de Nancy).
Em 1618, a segunda Defenestração de Praga origina o início da Guerra dos Trinta Anos. Henrique II mantem uma posição neutra e procura um papel de apaziguamento junto das partes envolvidas.
Henrique pretendia legar os ducados à sua filha mais velha Nicole e, para gerir a sucessão, pretendia casá-la com o seu favorito, o barão de Ancerville. Mas o escândalo foi de tal forma grande que o duque renunciou ao projeto.
Um testamento de Renato II, encontrado muito a propósito, especificava que o ducado só poderia ser transmitido por linha masculina, o que favorecia a sucessão do irmão de Henrique, Francisco, conde de Vaudémont, em detrimento da filha Nicole. Após negociações, Henrique II casa a filha Nicole com o sobrinho, Carlos de Vaudémont, filho mais velho do seu irmão Francisco, e futuro duque Carlos IV que deveria então reinar como duque consorte, por direito da sua mulher.
No dinal da sua vida, confrontado com um período muito difícil para a Lorena, Henrique II recruta soldados mercenários para proteger os seus estados, reforçando as fortificações, o que, conjuntamente com as doações aos favoritos, coloca as finanças ducais em mau estado.
O seu governo, afável e gentil, fá-lo passar à posteridade com o cognome de o Bom.

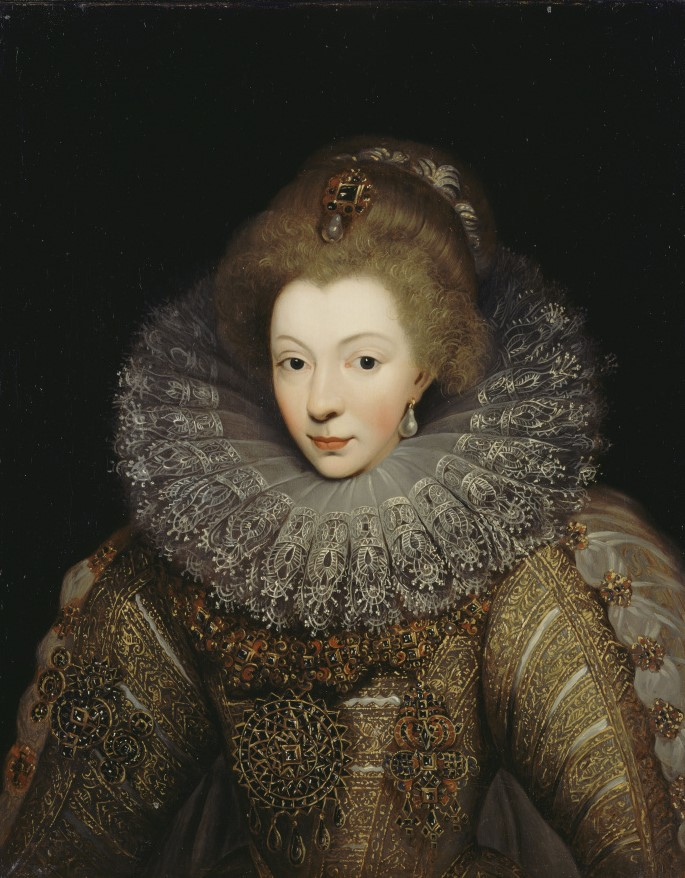
Catarina de Bourbon, primeira mulher de Henrique II
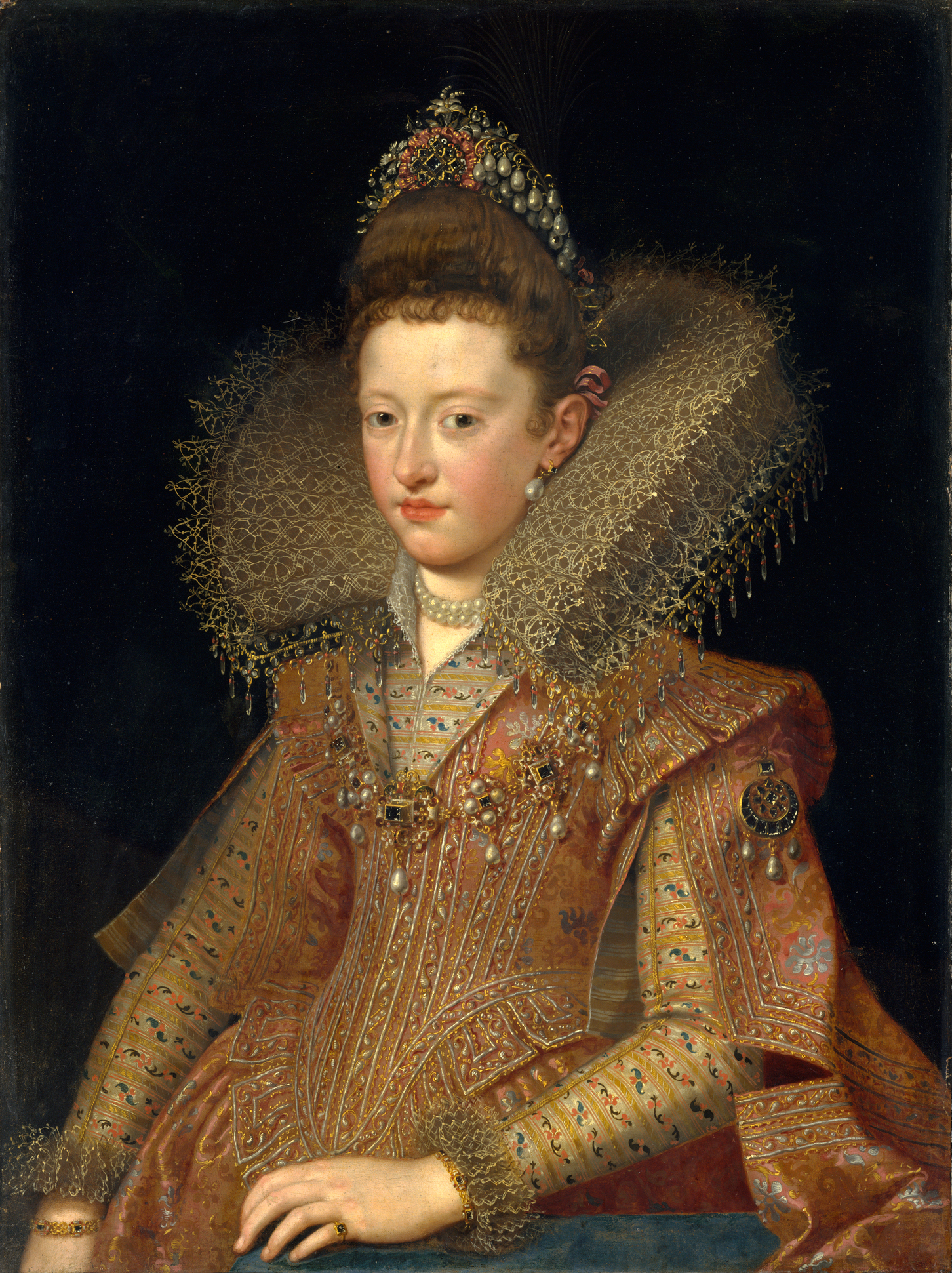
Margarida Gonzaga, segunda mulher de Henrique II
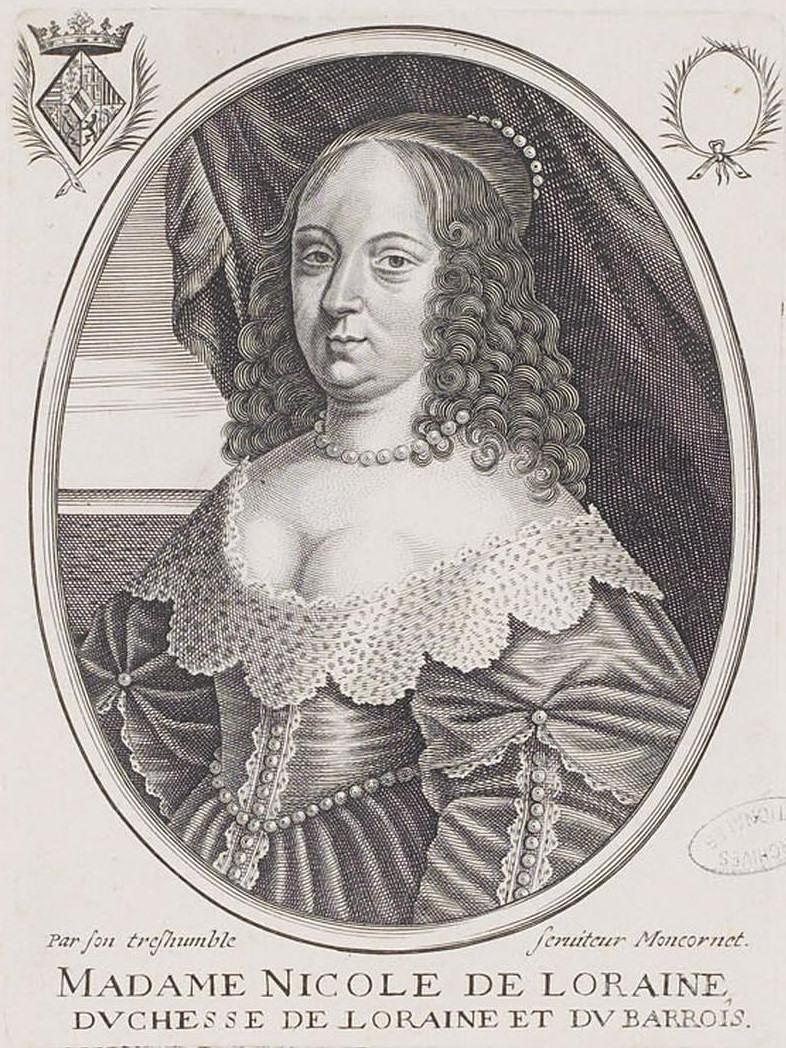
Nicole de Lorena, filha mais velha de Henrique II
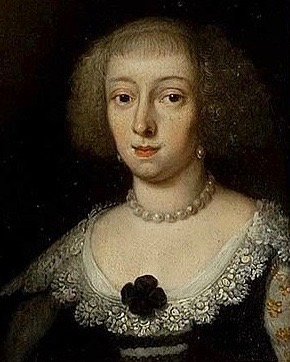
Cláudia de Lorena, filha mais nova de Henrique II

## Casamentos e descendência

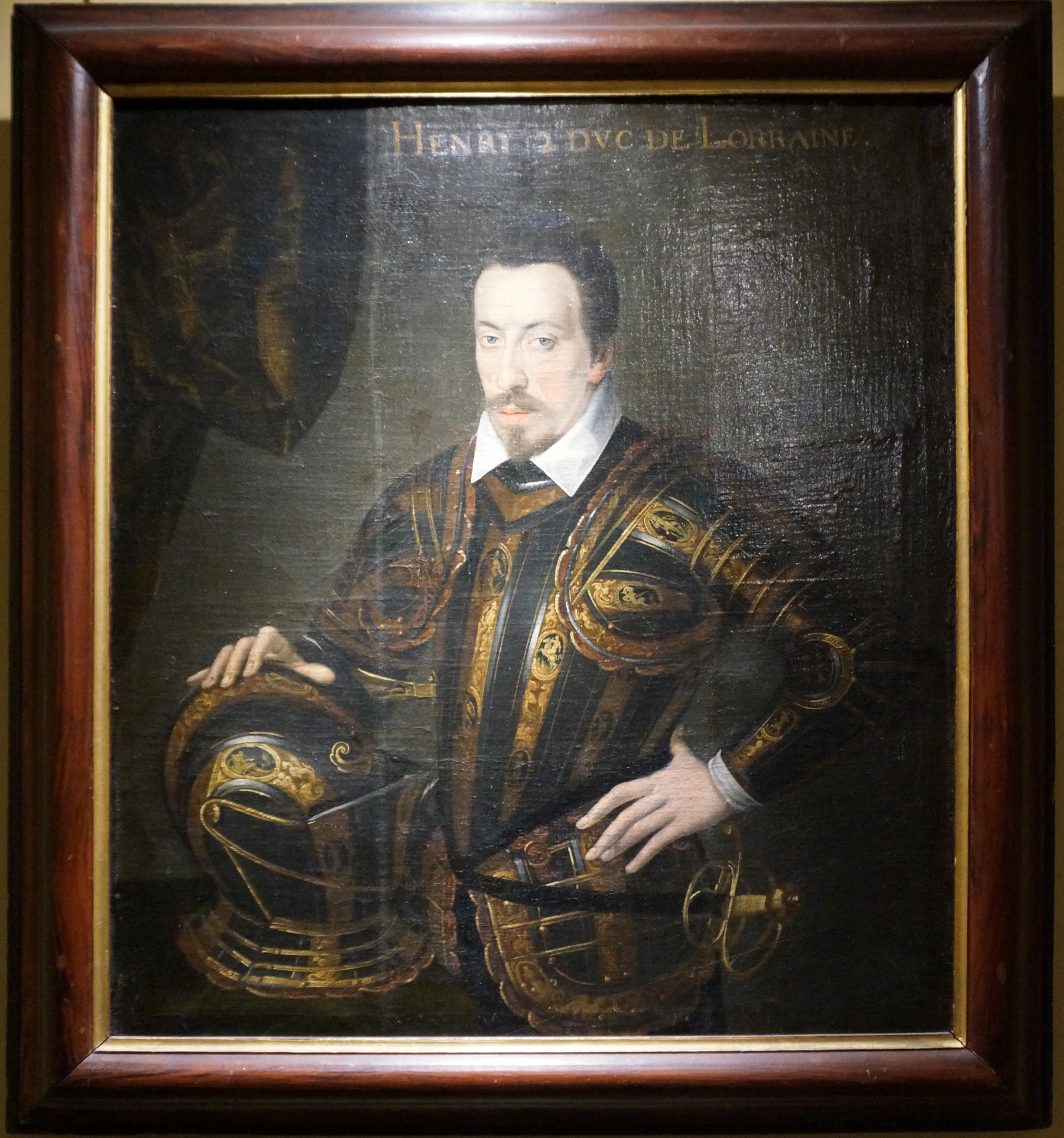
Henrique II em armadura, Museu barrois.

Ainda príncipe-herdeiro da Lorena, Henrique casa em primeira núpcias em 1599 com Catarina de Bourbon (1559-1604), filha dos reis de Navarra António de Bourbon e Joana de Albret, e irmã do rei Henrique IV de França. Deste casamento não houve descendência.
Ele volta a casar, em segundas núpcias em 1606 com Margarida Gonzaga (1591-632), filha de Vicente I Gonzaga, Duque de Mântua e de Monferrato, e de Leonor de Médici. Deste casamento nasceram duas filhas:
- Nicole de Lorena (1608-1657), casada em 1621 (separada em 1635) com Carlos de Vaudémont (1604-1675), futuro Carlos IV da Lorena;
- Cláudia de Lorena (1612-1648), casou em 1634 com o irmão de Carlos, Nicolau de Vaudémont (1609-1670), futuro Nicolau II da Lorena.

Ele teve ainda dois filhos naturais de mães incógnitas:
- Carlos (Charles), dito o cavaleiro de Bar ou o cavaleiro da Lorena (le chevalier de Bar ou de Lorraine), conde de Briey e senhor de  Darney[5] legitimado a 10 de janeiro de 1605[6][7]. Cavaleiro da Ordem de São João de Jerusalém em 1608[8]
- Henrique (Henri) de Bainville, abade de Saint-Mihiel, abade de Saint Pierre-Mont e abade de Sainte-Croix de Bouzonville; legitimado também a 10 de janeiro de 1605 (morreu a 24 de novembro de 1626)[6]

## Curiosidades
As cidades francesas de Henridorff e Henriville, foram localidades criadas de raiz sob o governo do duque Henrique II não só como afirmação do seu prestígio social mas visando também a colonização dos estados.